# 一関信用金庫
一関信用金庫（いちのせきしんようきんこ、英語：Ichinoseki Shinkin Bank）は、岩手県一関市に本店を置く信用金庫である。

## 営業地域
岩手県一関市、奥州市、大船渡市、陸前高田市、金ケ崎町、平泉町、住田町、宮城県気仙沼市（旧本吉町除く）、栗原市、登米市である。

## 沿革
- 1948年（昭和23年）5月20日 - 一関信用組合の発起人会が開催される。
- 1948年（昭和23年）6月3日 - 一関信用組合の設立総会が開催される。
- 1948年（昭和23年）7月16日 - 一関信用組合が大蔵大臣から認可される。一関市広街23番地に事務所を準備。
- 1949年（昭和24年）5月1日 - 業務開始。
- 1949年（昭和24年）6月15日 - 前年のアイオン台風の影響により、事務所を大町角(地主町1)に移転。
- 1950年（昭和25年）4月1日 - 中小企業等協同組合法に基づく、一関信用組合に改組。
- 1952年（昭和27年）5月23日 - 信用金庫法に基づく、一関信用金庫に改組。
- 1976年（昭和51年）11月15日 - 本店を新築移転する（一関市幸町5番5号）。
- 1976年（昭和51年）12月27日 - 日本銀行仙台支店と当座取引業務開始。
- 1977年（昭和52年）11月25日 - 日本銀行歳入代理店業務取扱開始。
- 1977年（昭和58年）9月29日 - 証券業務取扱い許可。
- 1977年（昭和58年）10月1日 - 国債等公共債の窓口販売開始。
- 1993年（平成5年）10月1日 - 経営破綻した釜石信用金庫より大船渡支店を譲り受け、一関信金大船渡支店として開設。
- 2000年（平成12年）5月15日 - 投資信託窓口販売業務開始。
- 2006年（平成18年）10月23日 - 大船渡支店及び高田支店を気仙沼信用金庫に事業譲渡し、沿岸部から撤退[注 1]。
- 2013年（平成25年）2月18日 - でんさいネット「しんきん電子記録債権サービス」取扱開始。
- 2018年（平成30年）2月1日 - 一般社団法人「希望のまち基金」設立。
- 2018年（平成30年）10月23日 - 杜の都信用金庫（仙台市）と提携[2]。
- 2019年（令和元年）7月31日 - 外国為替取引取扱い終了。
- 2020年（令和2年）3月31日 - 日本銀行国債代理店契約終了。

## 歴代組合長・理事長
| 代 | 氏名       | 就任                       | 退任                      | 備考           |
| -- | ---------- | -------------------------- | ------------------------- | -------------- |
| 1  | 佐々木一郎 | 1949年（昭和24年）5月1日   | 1949年（昭和24年）10月4日 | 信用組合長     |
| 2  | 佐藤篤三郎 | 1949年（昭和24年）10月 5日 | 1952年（昭和27年）5月14日 |                |
| 1  | 佐藤篤三郎 | 1952年（昭和27年）5月 15日 | 1980年（昭和55年）3月12日 | 信用金庫理事長 |
| 2  | 上野隆二   | 1980年（昭和55年）3月25日  | 1991年（平成3年）5月1日   |                |
| 3  | 八重樫次男 | 1991年（平成3年）5月2日    | 2012年（平成24年）4月30日 |                |
| 4  | 小野寺勝宏 | 2012年（平成24年）5月1日   | 2001年（平成19年）5月1日  |                |
| 5  | 及川弘人   | 2001年（平成19年）6月15日  | 2018年（平成30年）6月15日 |                |
| 6  | 千葉一郎   | 2018年（平成30年）6月15日  | 2022年（令和4年）3月25日  |                |
| 7  | 菅原一由   | 2022年（令和4年）3月25日   |                           | 現任           |

## 店舗一覧
一関市（旧西磐井郡の花泉町、東磐井郡の東山町・千厩町・室根村・川崎村の各町村域を含む）を中心に、西磐井郡平泉町と、宮城県栗原市（旧栗原郡若柳町と金成町の各町域）、登米市の各地に店舗を構えている。
かつては大船渡市と陸前高田市にも店舗を構えていたが、気仙沼信用金庫に事業譲渡して撤退している。
| 店舗名           | 住所                                     | 店舗コード | 備考           |
| ---------------- | ---------------------------------------- | ---------- | -------------- |
| 本店             | 岩手県一関市幸町5番5号                   | 001        |                |
| 花泉支店         | 岩手県一関市花泉町花泉字袋5番7号         | 002        |                |
| 東山支店         | 岩手県一関市東山町長坂字町219番地        | 003        |                |
| 川崎支店         | 岩手県一関市川崎町薄衣字法道地21番地8    | 004        |                |
| 山目支店         | 岩手県一関市上日照6番20号                | 005        |                |
| 平泉支店         | 岩手県西磐井郡平泉町平泉字志羅山135番地1 | 006        |                |
| 千厩支店         | 岩手県一関市千厩町千厩字舘山11番地1      | 007        |                |
| 地主町支店       | 岩手県一関市新大町5番地                  | 009        | 駅前支店内     |
| 駅前支店         | 岩手県一関市新大町5番地                  | 010        |                |
| 若柳支店         | 宮城県栗原市若柳字川南南大通25番地2      | 011        |                |
| 三関支店         | 岩手県一関市三関字神田168番地1           | 012        | サテライト店舗 |
| 室根支店         | 岩手県一関市室根町折壁字八幡沖345番地    | 013        | サテライト店舗 |
| 萩荘支店         | 岩手県一関市萩荘字高梨東1番地5           | 014        | サテライト店舗 |
| 金成支店         | 宮城県栗原市金成沢辺新往還下9番地        | 015        | サテライト店舗 |
| 一関インター支店 | 岩手県一関市山目字泥田52番地1            | 016        | サテライト店舗 |
| 登米支店         | 登米市中田町石森字加賀野3丁目3番18号     | 017        |                |

※サテライト店舗；対象となる顧客や取扱業務別に店舗の機能を特化させる店舗

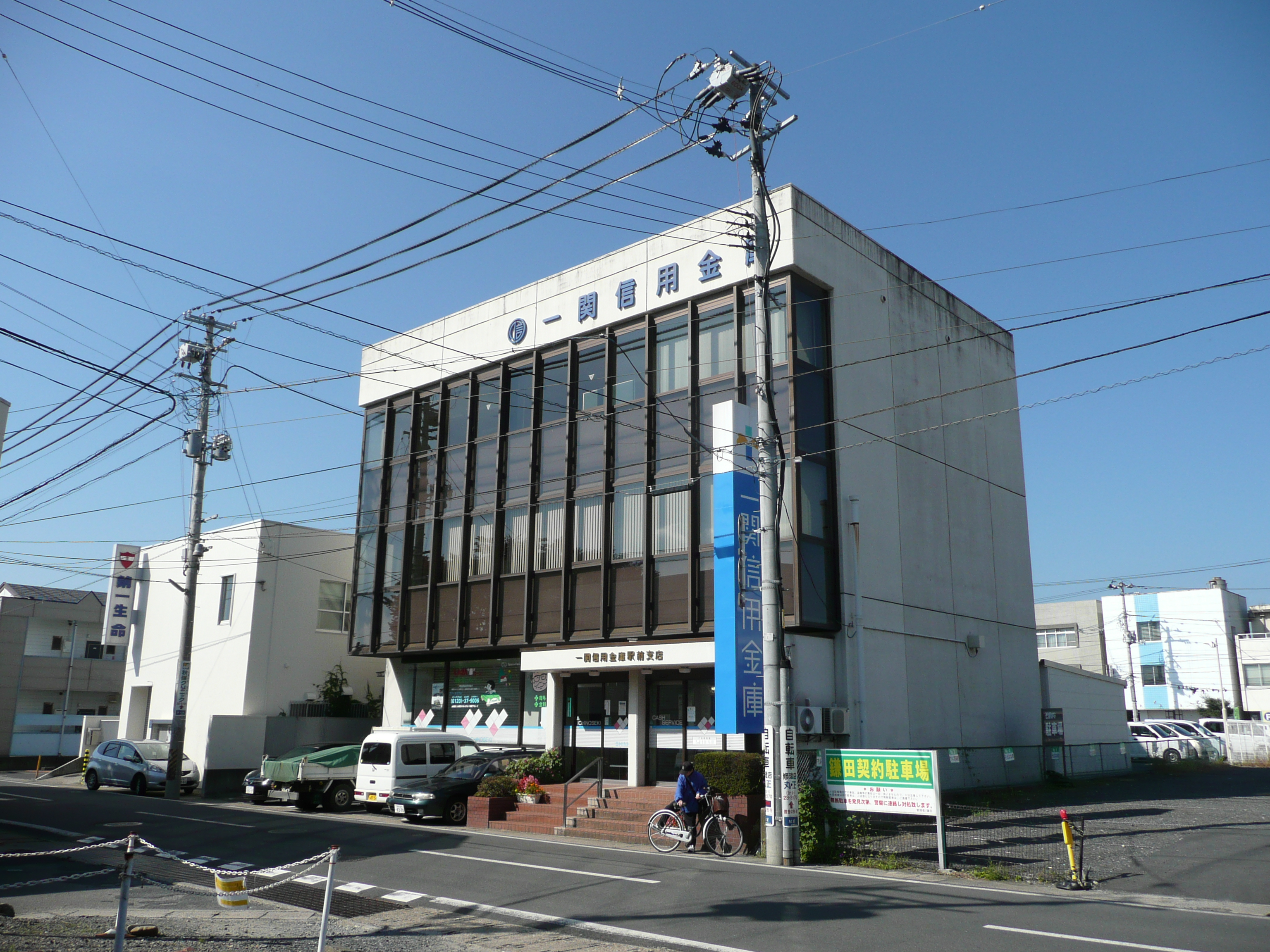
駅前支店（一関市）
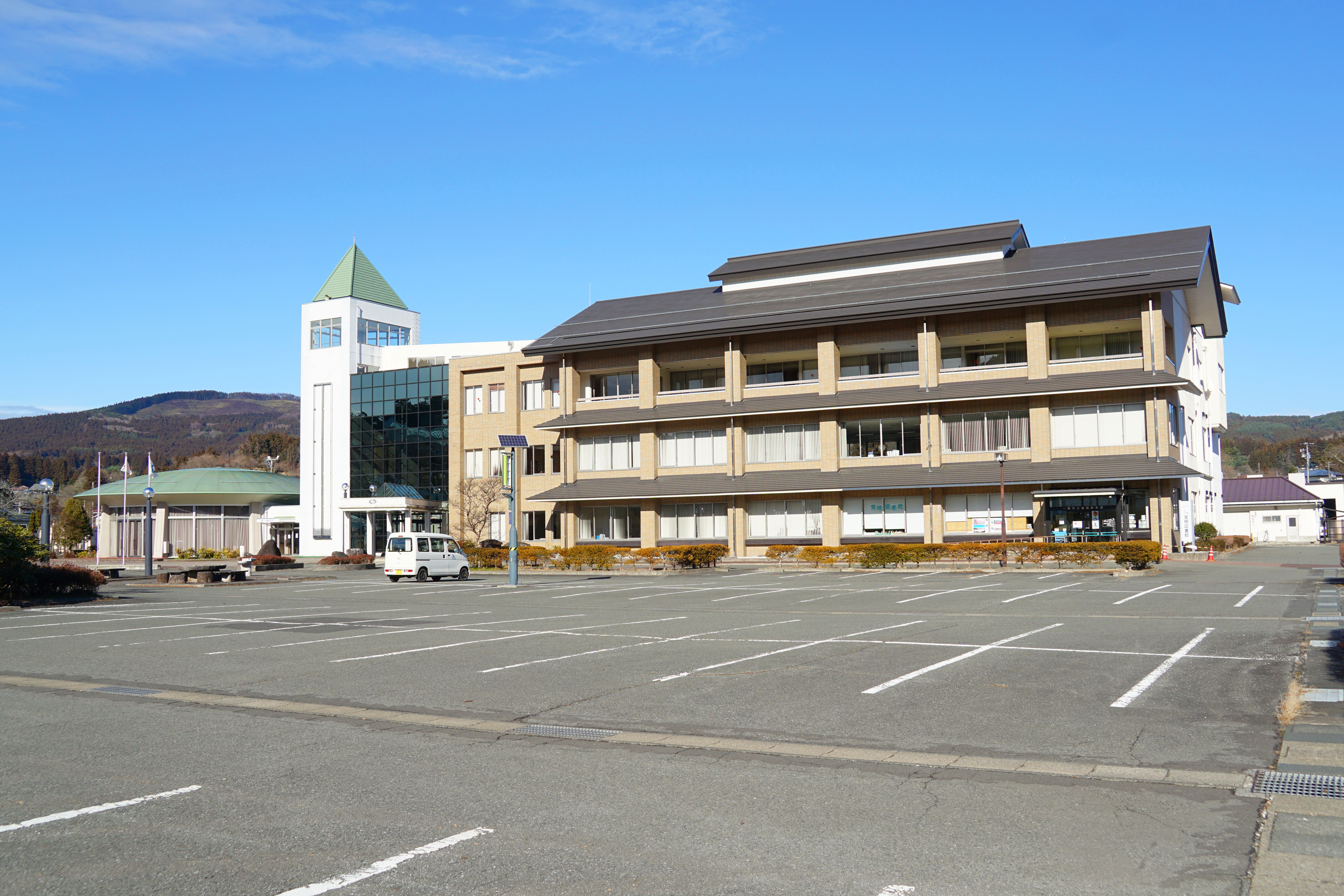
室根支店が入る一関市役所室根支所

## ATMについて
一関信金のATM（一関信金以外を幹事金融機関とする共同利用自動機店舗を除く）では、当信金のキャッシュカードに限って、ATM稼働時間内なら入出金とも手数料が完全無料で利用できる。
- 店内ATM：各本支店[1]
- 店外ATM：一関市役所、イオンスーパーセンター一関店、ビッグハウス一関店、磐井病院、イオン一関店、マイヤ花泉店、中尊寺、ヨークベニマル若柳店、ザ・ビッグ金成店[1]

## totoの払い戻し店
スポーツ振興くじ(toto)当選券の払い戻し店は以下の店舗でのみ取り扱う。
- 本店
- 若柳支店